# Die beiden Frauen und ihre Geliebten
Die beiden Frauen und ihre Geliebten ist eine pornografische Satire aus Tausendundeiner Nacht. In der Arabian Nights Encyclopedia wird sie als ANE 154 gelistet. In der Geschichte reden zwei Frauen über die sexuellen Vorzüge von Knaben und erwachsenen Männern.

## Handlung
Abu al-Aina berichtete die folgende Geschichte:
Nahe seiner Straße lebten zwei Frauen, von denen die einen bartlosen Knaben, die andere einen erwachsenen Mann zum Geliebten hatte. Eines Tages traf er die beiden Geliebten, wie sie auf den Dächern kletterten. Dabei hörten sie ein Gespräch zwischen den beiden Frauen. Die Geliebte des Knaben fragte, wie die andere, wenn ihr Geliebter sie küsst, seinen stacheligen Kinnbart auf ihrem Busen und den Schnauzbart an ihren Lippen und Wangen ertragen könne. 
Ihre Freundin erwiderte, dass ein Baum nur schön sei, wenn er Laub trägt und die Gurke nur, wenn sie Stachelflaum trägt. Nichts sei so hässlich wie ein Kahlkopf. Ein Engel Gottes habe gesagt, dass Gott die Männer mit Bärten und Frauen mit Schläfenlocken preisen solle. Wenn Bärte nicht schön seien, hätte er sie nicht zusammengenannt.

Zudem fragte sie ihre Freundin, wie sie daran denken könne, sich zu einem Knaben zu legen, "der eilig sein Werk tut und dann schnell erschlafft" und von einem Manne abzulassen 

"der, wenn er Atem holt, mich umfasst; wenn er eindringt, gemach handelt; wenn er fertig ist, wiederkehrt; wenn er sich bewegt vortrefflich ist; und sooft er sein Werk beendet hat, wieder von neuem beginnt?"
Diese Worte überzeugten ihre Freundin und sie schwor bei Allah, von ihrem Geliebten, dem Knaben abzulassen.

## Hintergrund
Die Geschichte findet sich in den ägyptischen Manuskripten und den frühen Druckfassungen von Tausendundeine Nacht. Auf die Kalkutta-II-Edition griffen Richard Francis Burton und Enno Littmann für ihre Übersetzungen zurück.

## Ausgaben
- Richard Francis Burton: Arabian Nights, Burton Club, 1900 (Erstausgabe 1885–1888), Band 5, S. 165.
- Enno Littmann: Die Erzählungen aus den tausendundein Nächten, Insel Verlag, Frankfurt 1968 (Erstausgabe 1922–1928), Band 3, S. 592f.